# Roland Poirier Martinsson
Lars Olle Roland Poirier Martinsson, född 15 februari 1962 i Åhus, Kristianstads län, är en svensk författare, konservativ filosof och fil. dr i teoretisk filosofi vid Lunds universitet.

## Biografi
Roland Poirier Martinsson föddes 1962 i Åhus. Han är gift och har tre barn. Han har varit bosatt i Austin i Texas, USA ett antal år, förutom tidvisa vistelser i Stockholm. I USA har han skrivit om amerikansk politik för svenska nyhetsmedier.
År 2001 disputerade han i teoretisk filosofi vid Lunds universitet med avhandlingen A Two-Front Battle om berättigandet av empiriska sanningsanspråk. Han har även studerat litteraturvetenskap och idéhistoria vid samma universitet. Därutöver har han genomgått journalistutbildning på Skurups folkhögskola.
Hans böcker är huvudsakligen inriktade på historiska och samtida relationer mellan vetenskap, religion, kultur och samhälle. År 2020 debuterade han med sin första roman, Fången (Kaunitz-Olsson).
I oktober 2022 intervjuades han i Sveriges Radio P1:s Söndagsintervjun.
Poirier Martinsson har förutom författarskapet också översatt ett antal böcker för Albert Bonniers förlag (bl.a. "Einstein" och "Steve Jobs") och bokförlaget Fri Tanke. Han har vidare arbetat på Kristianstadsbladet, Blekinge Läns Tidning, IDag, Kvällsposten och Svenska Dagbladet, där han är mångårigt verksam som kolumnist. Han startade och drev även Timbro Medieinstitut fram till 2012 och arbetade därefter som förläggare för Timbro Förlag från 2015 till 2021.
I sin ungdom spelade Poirier Martinsson handboll och fotboll. Han representerade Härlövs IF i handbollens juniorallsvenska och spelade fotboll för IFK Kristianstad, som då spelade i Sveriges näst högsta division. Poirier Martinsson debuterade i a-laget som 18-åring i Svenska cupen i en match mot Mjällby AIF. Hans tränare var Tom Prahl.
Poirier Martinsson har också arbetat som simtränare i Kristianstads Sim- och livräddningssällskap (KSLS), SK Poseidon från Lund och SK Hajen från Lomma. Han var under en kort period chefstränare för KSLS när klubben kom tvåa i Svenska Mästerskapen.